# Шпиль (роман)
«Шпиль» (англ. The Spire) — роман англійського письменника Вільяма Ґолдінґа 1964 року.
У романі йдеться про зведення на соборі шпиля заввишки 400 футів. Настоятель Джослін одержимий ідеєю будівництва, навіяною йому в видінні, фактично руйнує собор і людські долі.
Уперше роман опублікований у видавництві Faber & Faber 1964 року.
Українською «Шпиль» переклав Юрій Лісняк 1988 року.

## Історія написання
Роман дався Ґолдінґові нелегко. 
Письменник почав працювати над задумом «Шпиля» ще за часів викладання в Школі єпископа Вордсворта в Солсбері. З вікна класу було видно Солсберійський собор і Ґолдінґ міркував про те, як би він сам побудував його шпиль.
Пізніше, коли він залишив викладання, то зміг більше часу приділити роботі над текстом. 
Перші чернетки роману з'явилися вже 1962 року, але Ґолдінґ взяв павзу в написанні. Протягом 1963 року робота над текстом ще тривала й початкову частину рукопису майбутнього роману було відправлено редактору Чарльзу Монтейту, який запропонував зробити в романі розділи.
Тим часом Ґолдінґ продовжував працювати над чернетками роману й надсадати їх на редагування.
Зрештою роман було опубліковано 10 квітня 1964 року.

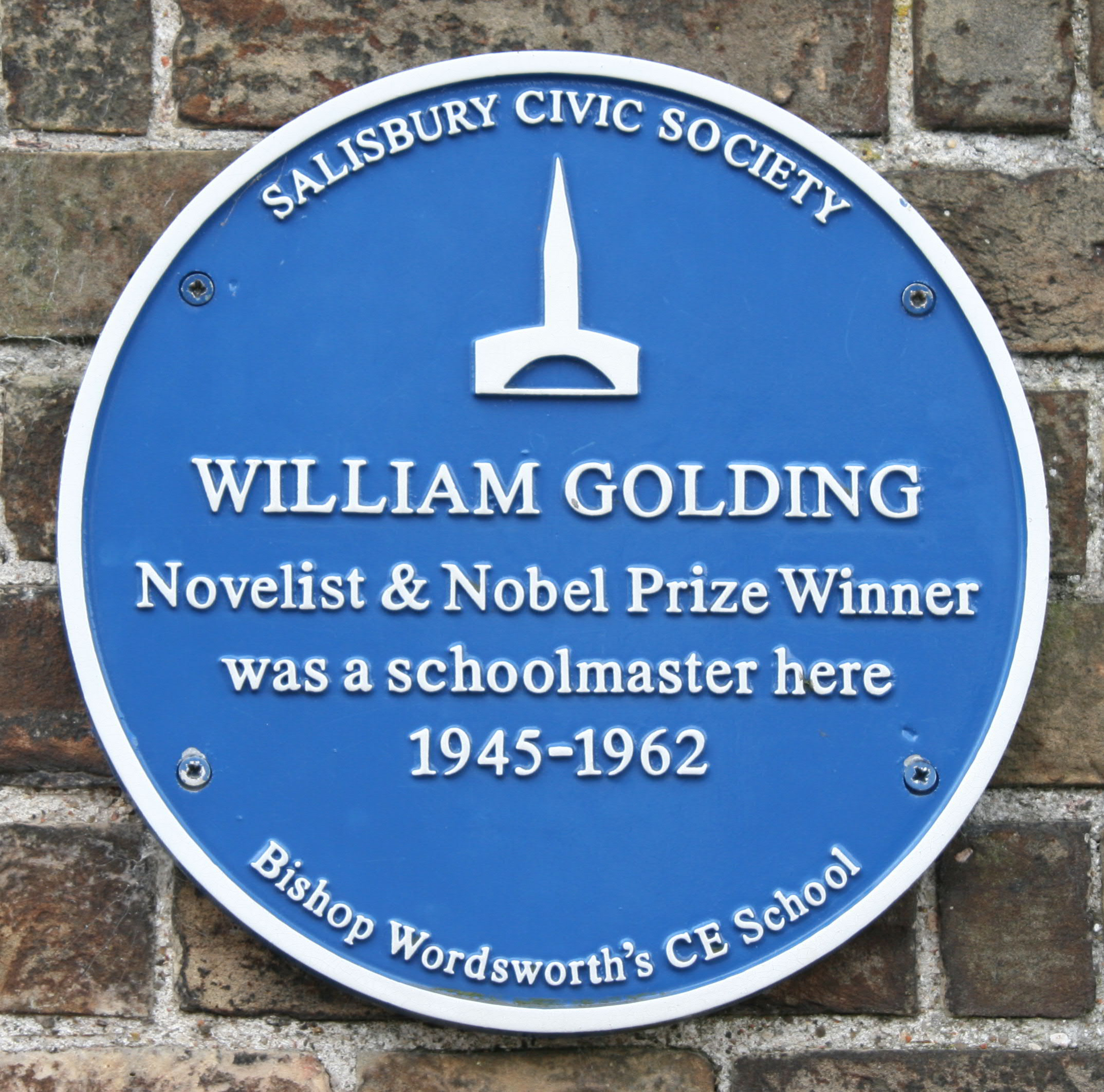
Меморіальна таблиця на стіні школи в Солсбері

## Сюжет
Отче Джослін, вигаданий настоятель Солсберійського собору, захоплений ідеєю побудувати над собором шпиль заввишки 400 футів. На гроші його тітоньки леді Алісон, яка фінансує задум настоятеля, триває будівництво: винайняті працівники, створений дерев'яний макет собору з майбутнім шпилем.
Але окрім настоятеля Джосліна ідею зведення шпиля не підтримує ніхто.
Проєкт здійснюється під керівництвом головного будівничого Роджера, чиїх працівників настоятель називає «військом». Хоча Роджер пояснює Джослінові, що підвалини будівлі можуть не витримати такого навантаження, настоятель відкидає пропозицію зупинити будівництво. Джослін упевнений, що видіння послане йому Богом й шпиль має постати над собором.
Чим далі продовжуються роботи, тим більше оточення вважає Джосліна божевільним. Після того, як одного разу стіни собору почали гудіти, а земля в ямі, що її було вирито в підлозі, почала здригатися, перелякане «військо» не забажало більше продовжувати будівництво башти зі шпилем. Прихожани дедалі рідше заходили до собору, бо побоювалися його руйнування, а священнослужителі майже перестали спілкуватись із Джосліном.
Новим духовним піднесенням настоятеля стає звістка з Риму: до собору має прибути один з цвяхів, яким було розіп'ято Ісуса Христа. Захоплений ідеєю забити його у верхівку шпиля, Джослін остаточно переконується в правильности свого задуму, а на закиди оточення не зважає.
На території собору живе й працює шкутильгавий Пенгол разом із дружиною Гуді, яку Джослін вважає своє «дочкою в Христі». Пенгол давно скаржиться на будівничих, що над ним знущаються, але настоятель лише каже, що всім треба перетерпіти негоди заради великої ідеї, хоча й обіцяє поговорити про це із Роджером. Роджер-муляр запевняє, що працівники глузують з Пенгола, «аби відвернути невдачу». Тим часом Пенголова дружина здається настоятелеві ідеальною, скромною жінкою, хоча він до кінця не може з'ясувати власного ставлення та почуттів до Гуді.
З плином часу, попри негаразди башта зі шпилем вибудовуються, хоча собор переживає певний занепад: стіни і підпори гудуть, пил вкриває все навколо, свічки давно не запалюють.
Раптом Пенгол зникає. Здається, він не витримав жартів й покинув собор, а його дружина Гуді тепер уникає Джосліна та ходить похмура. Ці обставини турбують настоятеля, однак він зосереджується на втіленні свого задуму зі шпилем в життя. 
Частіше Джослін підіймається на дах, де вже збудована велика частина башти й одного разу застає Роджера та Гуді під час любощів. Збентежений, він вирішує нічого не казати Рейчел — галасливій дружині Роджера й сам намагається не думати про те, що сталося.
Пори року змінюються, а будівництво продовжується. Працівників меншає, прихожани оминають собор, а Джослін майже перестав виконувати свої обов'язки настоятеля. 
Всі дізнаються про те, що Гуді при надії, та вважають, що це дитина втікача Пенгола. Спілкування Джосліна й Гуді майше припиняється, лише видіння її рудого волосся переслідують настоятеля час від часу.
Зрештою дружина Роджера застає чоловіка з вагітною Гуді. Джослін, що одразу прибігає додому до колишнього будинку Пенгола, знаходить Гуді, в якої з переляку починаються передчасні пологи, під час яких вона вмирає.
Смерть Гуді справляє сильне враження на Джосліна й тепер він бачить її образ усюди: йому ввижається її сміх, рудоволосе пасмо. Емоційний стан самого настоятеля теж на межі. Хоча шпиль із часом збудований, Джослін не має душевного спокою. З Риму прибуває цвях, але Джослін має відповісти на звинувачення, що протягом двох років будівництва надсилали до Риму служителі собору. Останні сили зраджують Джосліна та він остаточно втрачає контроль над реальністю. Під час бурі він один підіймається до шпилю й вбиває цвях, а після цього, хворий на сухоти, з болем в спині, змушений лежати в ліжку.
Дещо згодом приїздить тітка настоятеля, на чиї листи він не відповідав, та з розмови Джослін розуміє, що кар'єрним просуванням завдячує грошам та вливу тітоньки Алісон, коханки покійного короля. 
Хворобливий стан продовжує впливати на знесиленого Джосліна. Зрештою він немічний та хворий продирається містом до Роджера додому, де стає зрозумілим, що Джослін бачив тіло Пенгола в ямі, що тепер замурована. Роджерові здається, що настоятель хоче шантажем змусити його продовжити роботи в соборі й викидає того геть із будинку.
Джослін, якого принесли назад в його невеличке помешкання, що з нього видно шпиль, через деякий час помирає.

## Персонажі
- Джослін — настоятель собору, що марить ідеєю зведення шпилю.
- Роджер — муляр, будівничий, що керує «військом» підлеглих.
- Гуді Пенгол — дружина Пенгола, коханка Роджера та жінка, якою зацікавлений настоятель Джослін.
- Рейчел — дружина Роджера.
- Пенгол — шкутильгавий працівник собору, чоловік Гуді.
- Отець Ансельм — сповідник Джосліна, що критично ставиться до ідеє з будівництвом шпиля.
- Отець Адам — «Отець Анонім», доглядає Джосліна в його останні дні.
- Леді Алісон — тітка Джосліна, сестра його матері, заможна коханка померлого короля.

## Переклад українською
Українською мовою роман переклав Юрій Лісняк 1988 року.
- Вільям Ґолдінґ. Володар мух. Шпиль. Переклад з англійської: Соломія Павличко (Володар мух), Юрій Лісняк (Шпиль). Київ: Молодь, 1988.– 328 с. ISBN 5-7720-0136-1[2]

## Відгуки
|                                                           | Найдивовижніша книга, настільки непередбачувана, наскільки можна було передбачити, цілком оригінальна... віддалена від мейнстріму, потужна, сувора, навіть забороняюча. |
| — Френк Кермод, New York Review of Books, 30 квітня 1964. | |

|                     | У романі складна для інтерпретації символіка, про це не раззгадували дослідники творчості письменника у нашій країні та за кордоном." |
| — Оксана Литвинюк., | |

|                      | В шпилі сконцентрувалися і сплелися всі символічні лінії роману. |
| — Соломія Павличко., |                                                                  |